# Gare du Quesnoy
Ne doit pas être confondu avec Gare de Quesnoy-sur-Deûle ou Gare de Quesnoy-le-Montant.
La gare du Quesnoy est une gare ferroviaire française de la ligne de Fives à Hirson, située sur le territoire de la commune du Quesnoy, dans le département du Nord, en région Hauts-de-France.
C'est une gare de la Société nationale des chemins de fer français (SNCF), desservie par des trains TER Hauts-de-France.

## Situation ferroviaire
Établie à 123 mètres d'altitude, la gare du Quesnoy est située au point kilométrique (PK) 65,912 de la ligne de Fives à Hirson, entre les gares ouvertes du Poirier-Université et de Berlaimont (s'intercalent, côté Valenciennes, les gares fermées de Maing - Famars, de Quérénaing, d'Artres, de Ruesnes, et, côté Aulnoye-Aymeries, la gare fermée de Jolimetz - Herbignies) ; et au PK 242,7 de la ligne d'Escaudœuvres à Gussignies (entièrement déclassée), entre les gares fermées de Ghissignies et de Gommegnies.
Elle dispose de deux quais, le Quai 1 pour la Voie 1 (en direction d'Hirson) et le Quai 2 pour la Voie 2 (en direction de Lille-Flandres), chacun ayant une longueur totale de 203 mètres.

## Histoire
La gare desservait quatre embranchements particuliers (EP).

## Service des voyageurs

### Accueil
Gare SNCF, elle dispose d'un bâtiment voyageurs, avec guichet, ouvert du lundi au samedi et fermé les dimanches et jours fériés. Elle est équipée d'automates pour l'achat de titres de transport.
Un souterrain permet le passage d'un quai à l'autre.

### Desserte
Le Quesnoy est desservie par des trains TER Hauts-de-France, sur les lignes commerciales suivantes :
- Jeumont – Maubeuge – Aulnoye-Aymeries – Valenciennes – Lille ;
- Charleville-Mézières – Hirson – Aulnoye-Aymeries – Valenciennes – Lille ;
- Jeumont – Maubeuge – Aulnoye-Aymeries – Valenciennes – Dunkerque et Hirson – Valenciennes – Dunkerque (en été).

### Intermodalité
Un parc pour les vélos et un parking sont aménagés aux abords de la gare.
Elle est desservie par des autocars, l'arrêt étant situé en face.